# Delia Bacon

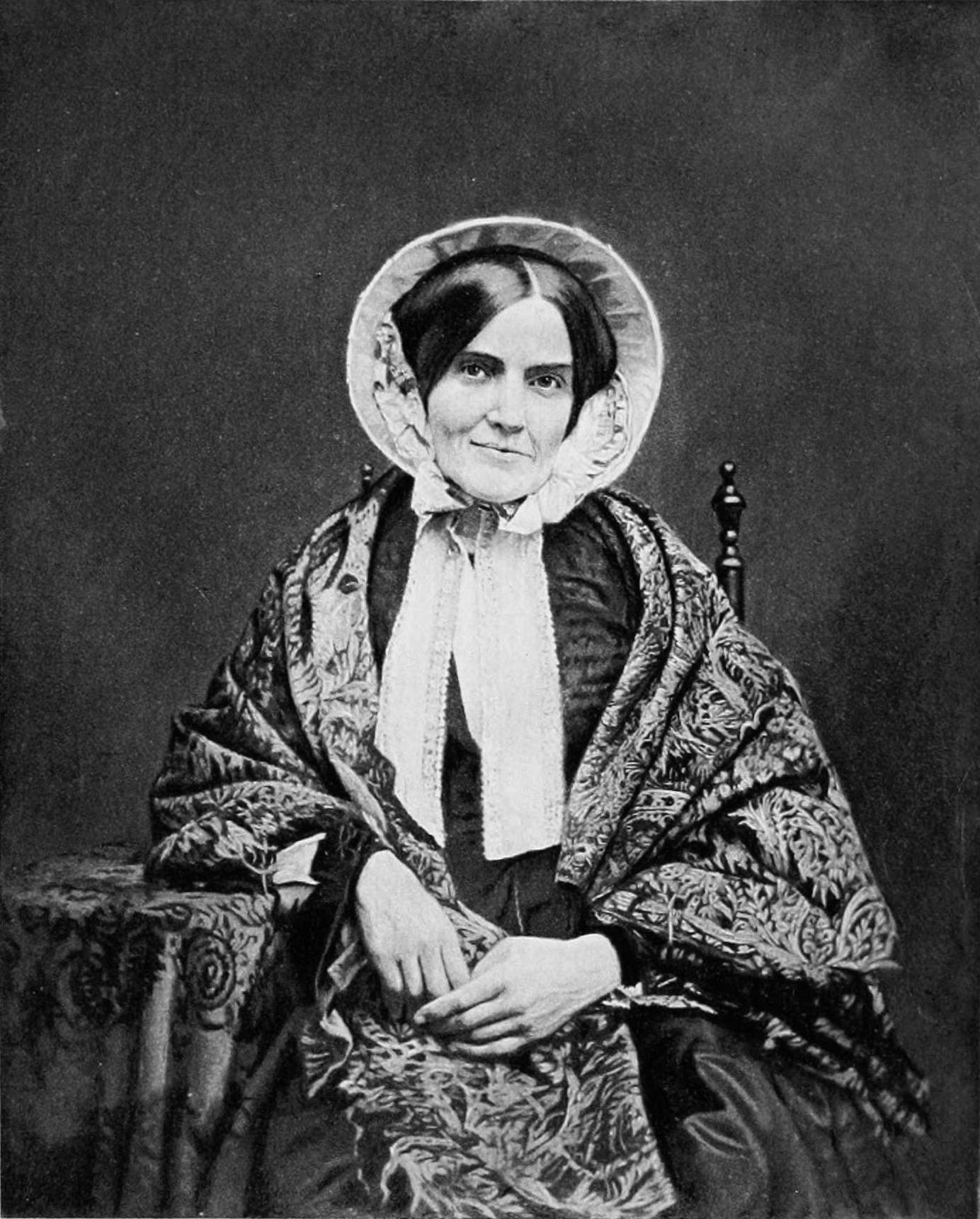
Delia Bacon (1853)

Delia Salter Bacon (ur. 2 lutego 1811 w Tallmadge, zm. 2 września 1859 w New Haven) – amerykańska pisarka i uczona, znana głównie z obsesji dotyczącej dzieł Williama Szekspira.
Jej ojciec był kongregacjonalistycznym ministrem. Jej bratem był Leonard Bacon. Z powodu braku środków finansowych formalną edukację zakończyła w wieku czternastu lat. Krótko później zaczęła pracę jako nauczycielka w szkołach w Nowym Jorku oraz w stanie Connecticut. W 1832 wydała swoją pierwszą książkę Tales of the Puritans. W latach czterdziestych XIX wieku zaczęła pracę objazdowego wykładowcy.
Obsesja na punkcie Szekspira doprowadziła ją do obłędu. Była przekonana, iż prace Szekspira zostały napisane przez inną osobę. Na ów temat napisała również książkę The Philosophy of the Plays of Shakespere Unfolded, która spotkała się z krytyką specjalistów. Bacon przygnębiona faktem, iż dzieło jej życia i teoria, do której była przekonana, została odrzucona. Nie podołała temu psychicznie. Umieszczono ją w szpitalu dla umysłowo chorych, gdzie po kilku latach zmarła.
Została pochowana na Grove Street Cemetery w New Haven w stanie Connecticut.